# Artur Jurkiewicz
Artur Jurkiewicz (ur. 7 maja 1893 w Wiedniu, zm. 1942) – kapitan pilot Wojska Polskiego, kawaler Orderu Virtuti Militari.

## Życiorys
Syn Ludwika i Emilii. Ukończył gimnazjum, a następnie przez dwa lata studiował na Wydziale Budowy Maszyn Politechniki w Liège. Po wybuchu I wojny światowej został w 1915 roku powołany do służby w armii carskiej. Otrzymał przydział do 2 armijnego awiacyjnego oddziału, w październiku został skierowany na szkolenie do Oficerskiej Szkoły Lotniczej w Sewastopolu. Po ukończeniu szkolenia, od lutego 1916 roku, służył w 9 armijnym awiacyjnym oddziale. W grudniu 1917 roku dostał się do niewoli niemieckiej, z której został zwolniony 21 listopada 1918 r..
Wstąpił do odrodzonego Wojska Polskiego. 16 grudnia 1918 roku znalazł się w grupie 36. lotników, którzy jako pierwsi w Wojsku Polskim na lotnisku mokotowskim, złożyli przysięgę wojskową na wierność Rzeczypospolitej. POd koniec 1918 roku stanął przed Komisją Kwalifikacyjnej Lotniczej, która oceniała umiejętności pilotów. W ocenie Komisji niedostatecznie opanował pilotaż samolotów produkcji niemieckiej i austriackiej i wymagał dalszego przeszkolenia.
24 listopada 1918 roku otrzymał przydział do 7 eskadry myśliwskiej, następnie w marcu 1919 roku objął stanowisko dowódcy 4 eskadry wywiadowczej. W czasie bitwy o Lwów wykonał łącznie ok. 30 lotów bojowych, podczas których przeprowadzał rozpoznanie oraz atakował oddziały ukraińskie. Podczas zajęcia Wilna w kwietniu 1919 roku wykonał lot rozpoznawczy pomimo silnego ognia przeciwlotniczego przeciwnika i przekazał istotne informacje na temat położenia oddziałów Armii Czerwonej. Informacje te pozwoliły na przygotowanie skutecznego ataku, który doprowadził do wyparcia wrogich oddziałów z rejonu Wilna.
8 kwietnia 1919 roku, w załodze z Aleksandrem Serednickim przeprowadził rozpoznanie na trasie Lida—Mołodeczno. 19 maja, również w załodze z Aleksandrem Serednickim, wykrył i skutecznie zaatakował nieprzyjacielską drezynę pancerną. W czasie swej służby w 4 eskadrze wywiadowczej pilotował jedyny w lotnictwie Wojska Polskiego egzemplarz myśliwca Nieuport 24C1. 22 maja wykonał na nim lot rozpoznawczy na trasie Nowa Wilejka—Święciany—Ignalino—Łabonary, podczas którego rozrzucił również nad terenem zajętym przez nieprzyjaciela ulotki. 

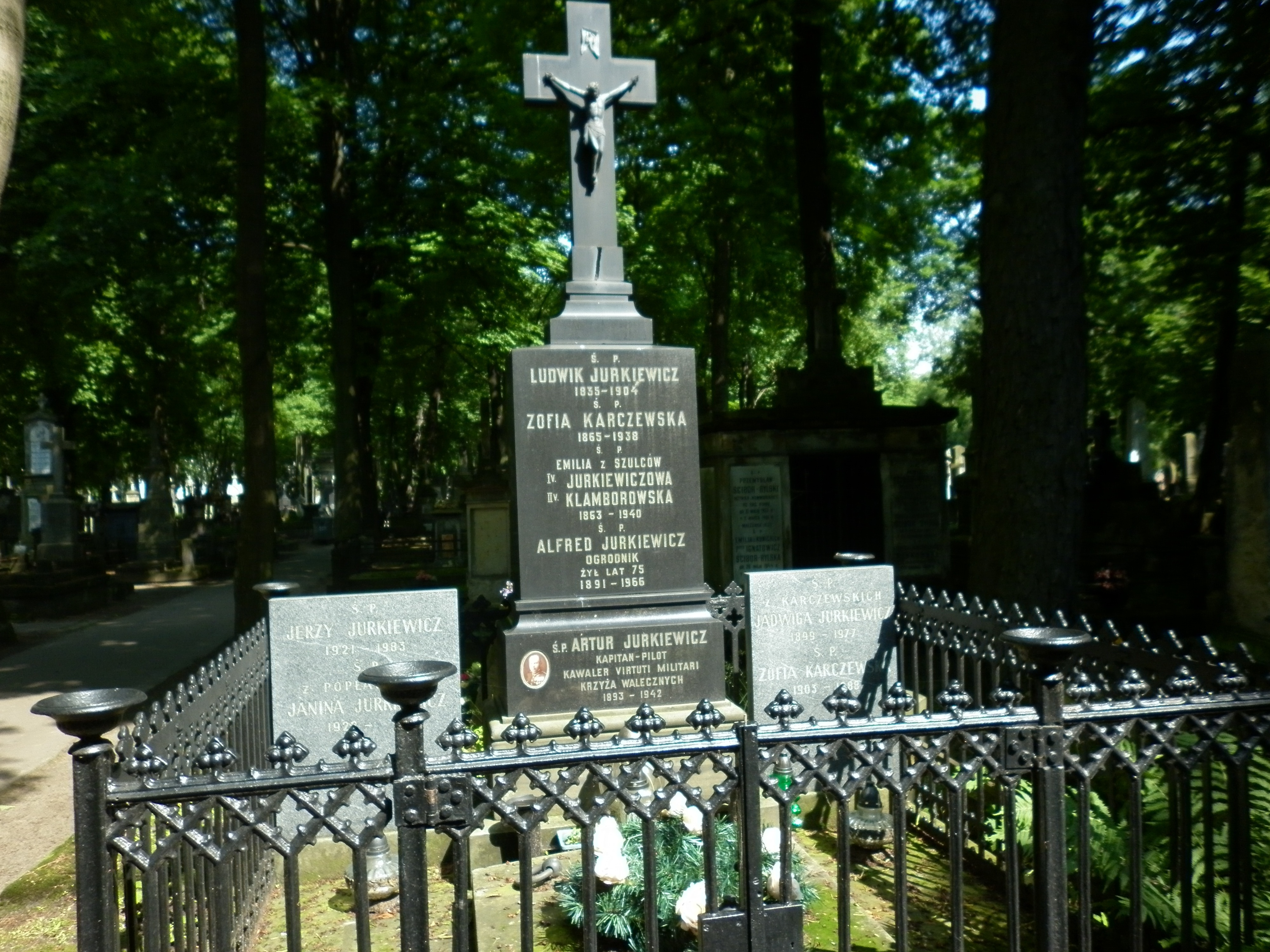
Grób Artura Jurkiewicza na Cmentarzu Powązkowskim w Warszawie.

Wyróżnił się podczas lotów w czasie ofensywy letniej Frontu Litewsko-Białoruskiego, kiedy to przeprowadził rozpoznanie oddziałów nieprzyjaciela.
W październiku 1919 roku zdał dowództwo 4 eskadry wywiadowczej Wacławowi Iwaszkiewiczowi, sam dowodził częścią 4. ew przekazanej do dyspozycji Oficerskiej Szkoły Obserwatorów Lotniczych.
W kwietniu 1920 roku został mianowany szefem lotnictwa 1 Armii, przygotowywał w tym czasie zestawienia na temat kadr polskiego lotnictwa.
W październiku 1920 roku został mianowany oficerem przy Kwaterze Głównej Naczelnego Wodza, następnie w grudniu został mianowany przewodniczącym Komisji Odbiorczej przy Centralnych Zakładach Lotniczych. 7 stycznia 1922 roku został przeniesiony do rezerwy. W późniejszym czasie powrócił do służby i został przydzielony do 6 pułku lotniczego we Lwowie. W maju 1928 roku objął dowództwo 62 eskadry liniowej, a we wrześniu tego roku został wyznaczony na stanowisko dowódcy dywizjonu. W 1934 roku, jako oficer stanu spoczynku pozostawał w ewidencji Powiatowej Komendy Uzupełnień Warszawa Miasto III. Posiadał przydział do Oficerskiej Kadry Okręgowej Nr I. Był wówczas „przewidziany do użycia w czasie wojny”.
Dalsze jego losy nie są znane, choć na jego grobie jako data śmierci podany jest rok 1942.

## Ordery i odznaczenia
Za swą służbę otrzymał odznaczenia:
- Krzyż Srebrny Orderu Wojskowego Virtuti Militari nr 8144 – 27 lipca 1922 roku[20][21],
- Krzyż Walecznych[22],
- Polowa Odznaka Pilota nr 47 – 11 listopada 1928 roku „za loty bojowe nad nieprzyjacielem w czasie wojny 1918-1920”[23].